# Daniel Eich
Daniel Eich (* 2. April 2000 in Freiburg im Üechtland) ist ein Schweizer Judoka.

## Laufbahn
Eich gewann 2017, 2018 sowie 2019 die Schweizer Meisterschaft der Altersklasse U21. 2019 gelang ihm des Weiteren der erste Gewinn der Staatsmeisterschaft bei den Herren.
In der Gewichtsklasse bis 100 Kilogramm erreichte der Kämpfer des Jiu-Jitsu- & Judo-Clubs Brugg auf internationaler Ebene im November 2020 sein erstes Spitzenergebnis, als er bei der Junioren-Europameisterschaft den dritten Rang belegte. Beim Ende Januar 2022 ausgetragenen Grand Prix in Portugal wurde er Zweiter. Im selben Jahr gewann der in Gebenstorf wohnhafte Eich Bronze bei der Europameisterschaft und beim Grand Prix in Zagreb. Anfang April 2023 zog er beim Grand Slam in Antalya in den Endkampf ein, verlor diesen jedoch gegen den Österreicher Aaron Fara und erhielt Silber.
Bei den Olympischen Sommerspielen 2024 in Paris verlor Eich knapp im Kampf um die Bronzemedaille gegen den Israeli Peter Paltchik.